# Hervé Alphand
Pour les articles homonymes, voir Alphand.
Hervé Alphand, né le 31 mai 1907 à Paris et mort dans la même ville le 13 janvier 1994, est un diplomate français.

## Biographie

### Un inspecteur des finances en mission
Né dans une famille juive de hauts fonctionnaires et de diplomates, Hervé Alphand est le fils de Charles Alphand (de), ambassadeur de France en Irlande (de 1930 à 1932), en Union Soviétique (de 1933 à 1934), puis en Suisse (de 1936 à 1940), et de Jeanne Margerin de Crémont. Il est le frère d'André Alphand.   
Hervé Alphand effectue ses études secondaires au lycée Janson-de-Sailly. Il suit des études de droit et obtient le diplôme de l'École libre des sciences politiques.  
En 1930, à 23 ans seulement, il rejoint l'inspection des Finances - dont il sera exclu par le gouvernement de Vichy lors de l'adoption du statut des Juifs. Il se marie la même année avec la chanteuse de music-hall Claude Raynaud (1905-1995) (belle-sœur de Claude Bouchinet-Serreulles) dont il divorcera en 1957 pour épouser Nicole Merenda, citoyenne suisse, divorcée du pionnier de l'aviation Étienne Bunau-Varilla. 
À 27 ans, il est envoyé à Ankara pour aider le gouvernement de Mustafa Kemal Atatürk à réorganiser les finances de la Turquie, puis il est nommé attaché financier à Moscou en 1936 avant d'occuper divers postes au ministère du Commerce.

### Le conseiller économique de De Gaulle

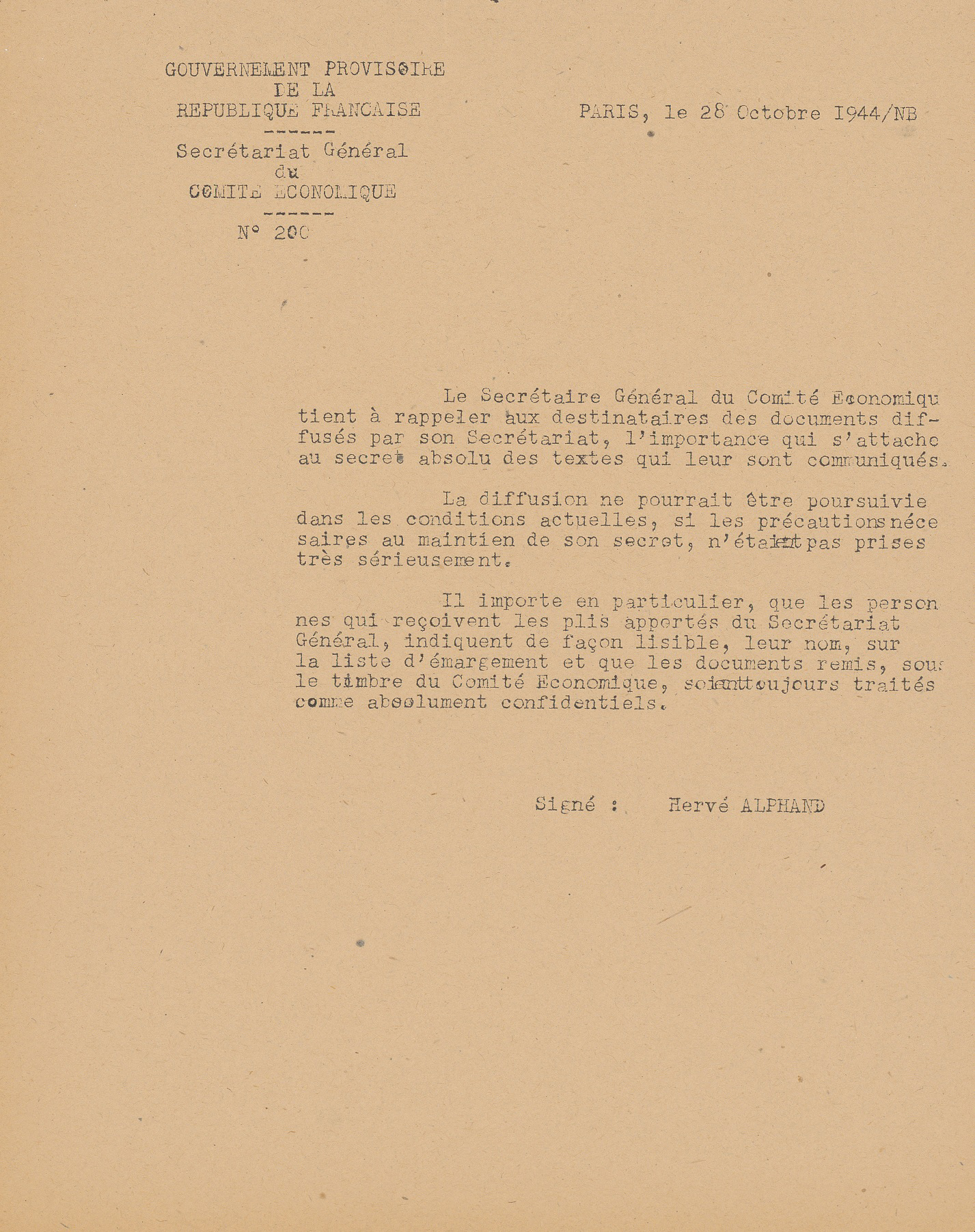
Lettre dactylographiée de Hervé Alphand, secrétaire général du Comité économique du Gouvernement provisoire de la République française, insistant sur le secret absolu à maintenir autour des textes transmis par le Comité, 28 octobre 1944. Archives nationales de France.

Quand éclate la Seconde Guerre mondiale, il est conseiller financier auprès de l'ambassade de France à Washington. Opposé au régime de Vichy, il démissionne en 1941 et rejoint le général De Gaulle à Londres. Il est alors nommé commissaire national à l'Économie, aux Finances et aux Colonies puis directeur des Affaires économiques du Comité français de la Libération nationale (CFLN), d'abord à Londres, puis à Alger, et devient un des proches de De Gaulle.
Il est avec Jacques-André Istel (en), représentant du général De Gaulle lors des accords de Bretton Woods en juillet 1944,.
À la libération de Paris, en 1944, Alphand devient directeur des affaires économiques au ministère des Affaires étrangères. Il participe à ce titre aux conférences sur la sécurité et la reconstruction en Europe. Il est notamment le représentant de la France à la conférence des Seize, en juillet 1947, qui définit le programme du plan Marshall.

### Le représentant de la France
Élevé à la dignité d'ambassadeur de France en 1950, il est représentant français à l'OTAN entre 1952 et 1954, puis représentant permanent de la France à l'ONU en 1955. Il occupe les fonctions d'ambassadeur de France aux États-Unis entre 1956 et 1965. Il joue alors un rôle prépondérant dans les relations franco-américaines. Il doit notamment expliquer la guerre d'Algérie dans un contexte de décolonisation puis, avec le retour de De Gaulle au pouvoir en 1958, justifier la position française sur l'OTAN qui aboutira au retrait de la France du commandement militaire intégré de l'organisation en 1966.
Lors de leur séjour à Washington, Alphand et son épouse Nicole (ex-femme d'Étienne Bunau-Varilla), qu'il a épousée en 1958, ont fait de l'ambassade de France un lieu de réception réputé pour la société américaine, entretenant notamment des relations d'amitié avec le couple présidentiel des Kennedy.
De retour à Paris en 1965, il devient secrétaire général du ministère des Affaires étrangères jusqu'en 1972. Il accomplit ensuite des missions diplomatiques au Moyen-Orient et en Extrême-Orient puis publie en 1977 ses mémoires, L'Étonnement d'être, journal 1939-1973. Il meurt à Paris le 13 janvier 1994.

## Ouvrages
- L'Étonnement d'être, journal 1939-1973, Fayard, 1977.
- Le Partage de la dette ottomane et son règlement, par Hervé Alphand… Préface de M. Anatole de Monzie… – Paris, Les Éditions internationales, 1928. In-8° (23 cm), 208 p.